# Perim
L'illa de Perim (àrab: جزيرة ميون, Jazīrat Mayyūn, i جزيرة بريم, Jazīrat Barīm; portuguès: ilha de Meyo) és una illa del Iemen, a l'estret de Bab al-Màndeb, d'origen volcànic.

## Geografia
Té una costa d'uns 8 km, una superfície de 14 km² i l'altura màxima és de menys de 75 m. No té aigua i només uns 500 habitants permanents.

## Etimologia
L'autor de Periple de la Mar Eritrea i Plini el Vell, ambdues com a fonts grecoromanes, la van anomenae l'«illa de Diodor» (Diodori insula). El seu nom europeu, Perim, derivaria de la paraula àrab Berim (cadena) associada a la història de l'estret. Va romandre desocupada durant segles.

## Història
És probable que fos visitada pel croat francès Renaud de Châtillon, del que se sap que els vaixells foren destruïts per Saladí. El 1513 la va explorar Albuquerque; hi va erigir una creu en un turonet i la va batejar com a illa de Vera Cruz.
El 1738 fou breument ocupada pels francesos. Fou un niu de pirates però la van abandonar per manca d'aigua i se'n van anar a l'illa de Santa Maria de Madagascar.
El 1799 fou ocupada pel tinent coronel Murray, enviat des de Bombai per la Companyia Britànica de les Índies Orientals, en preparació de la invasió d'Egipte però fou abandonada al cap de poc per la manca d'aigua i perquè les bateries a l'illa no podien dominar l'estret.
Va seguir abandonada fins al 1857 quan la van tornar a ocupar els britànics per construir-hi un far que es va acabar el 1861. S'hi va instal·lar una guarnició de 50 homes que eren rellevats cada dos mesos si era possible. El 1869 es va construir una estació carbonera (Brown Bay) pels vaixells que creuaven el canal de Suez. El 1901 la guarnició es mantenia a l'illa i la població era de 1.236 habitants, amb una policia de 10 homes. Hi havia dipòsits de carbo i s'obtenia aigua per condensació. S'havia construït un segon far. El govern estava a càrrec d'un resident assistent amb poder judicial de primera classe. El 1915 fou atacada pels otomans però foren rebutjats. L'estació carbonera fou tancada el 1936. L'illa va formar part de l'Índia Britànica i des del 1937 de la colònia d'Aden, de la que va ser una dependència juntament amb l'illa de Kamaran, les illes Kúria Múria i l'illa de Socotra (Socotora); el 1959 va formar part de l'estat d'Aden dins de la Federació d'Aràbia del Sud.
El 1967 els britànics es van retirar d'Aden i l'illa va quedar integrada a la República democràtica del Iemen (Iemen del sud) fins que aquesta es va fusionar amb la República del Iemen (Iemen del nord) el 1990.